# قرار مجلس الأمن التابع للأمم المتحدة رقم 2058
قرار مجلس الأمن التابع للأمم المتحدة رقم 2058، المتخذ في 19 يوليو 2012. قررت أذربيجان وباكستان الامتناع عن التصويت.

## روابط خارجية
- نص القرار في undocs.org